# Pierścień Bishopa

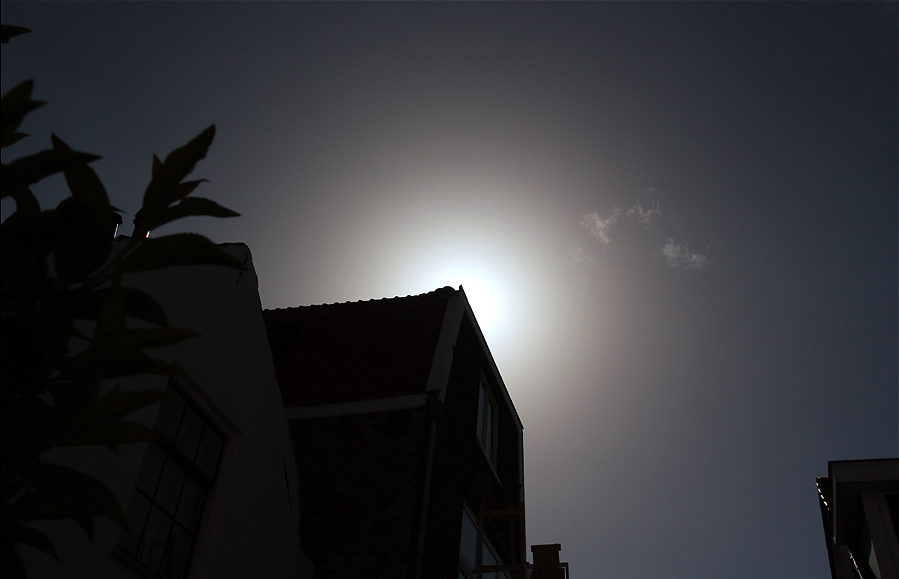
Pierścień Bishopa wokół Słońca powstały w dniu 18 maja 2010 r. w wyniku wyrzutu pyłu wulkanicznego z wulkanu Eyjafjallajökull na Islandii. Zjawisko fotografowane z Leiden, w Holandii (fot. Marco Langbroek).

Pierścień Bishopa – zjawisko optyczne w atmosferze, w postaci białawego pierścienia wokoło słońca lub księżyca, ze słaboniebieskawym zabarwieniem od strony wewnętrznej i czerwonawobrązowym ze strony zewnętrznej. Kolory, zwłaszcza gdy pierścień występuje przy Księżycu, nie są zbyt wyraźne.
symbol przewidziany dla Pierścienia Bishopa.

## Geneza
Pierścień Bishopa powstaje dzięki uginaniu się światła słonecznego lub księżycowego w chmurze drobnego pyłu (zwykle pochodzenia wulkanicznego) o wielkości ziaren ok. 0,002 mm, jego promień wynosi około 22°. Sereno Bishop obserwował i opisał zjawisko 5 września 1883 w Honolulu, po wybuchu wulkanu Krakatau.